# Landwirtschaftsmuseum
Ein Landwirtschaftsmuseum (auch Agrarmuseum, Bauernmuseum) ist ein Museum zur Agrargeschichte eines Landes oder einer bestimmten Region.
Beispiele:
- Deutsches Landwirtschaftsmuseum (DLM) an der Universität Stuttgart-Hohenheim
- Deutsches Landwirtschaftsmuseum Schloss Blankenhain bei Crimmitschau, Landkreis Zwickau
- Chinesisches Landwirtschaftsmuseum, Peking
- Schleswig-Holsteinisches Landwirtschaftsmuseum in Meldorf, Kreis Dithmarschen

Oft ist auch ein Landwirtschaftsmuseum in einem Freilichtmuseum untergebracht: in einem Museumshof oder Museumsdorf, auch Bauernhofmuseum oder Bauernhausmuseum genannt. Auch Dorfmuseen sind in aller Regel zugleich Landwirtschaftsmuseen.